# Samuel Hubbard Scudder
Samuel Hubbard Scudder (Boston, Estados Unidos; 13 de abril de 1837 – 17 de mayo de 1911) fue un entomologista y paleontólogo estadounidense.

## Biografía
Nació en Boston, Massachusetts. Scudder fue reconocido por su trabajo científico en las ciencias naturales. El tratado sobre el razonamiento inductivo, titulado "El Estudiante, el Pez, y Agassiz", refleja su experiencia inicial, aprendiendo realmente para ver, bajo el tutelage de Louis Agassiz en la Universidad de Harvard.
Se graduó en el Williams College en 1857 y en la Universidad de Harvard en 1862. En Williams College fue estudiante de Mark Hopkins y de Louis Agassiz en Harvard. Fue una figura principal en entomología americana en 1858, y el primer paleontólogo de insectos norteamericano También emprendió un trabajo sistemático con Lepidoptera (casi exclusivamente mariposas), Orthoptera, Mantodea y Blattodea y artrópodos fósiles, incluyendo la mariposa Prodryas persephone.
Scudder fue un escritor prolífico, publicando 791 trabajos entre 1858 y 1902, sobre biogeografía de insectos y paleobiogeografía, comportamiento de los insectos, ontogenia y filogenia, canciones de insectos, rastreo de fósiles, evolución, biología de los insectos y entomología económica. También escribió sobre etnología, geología general y geografía.
Su obra maestra de la investigación de artrópodos terrestres fósiles fueron los dos volúmenes establecidos Insectos fósiles de América del Norte: Los Insectos Pre - terciario (1890) (una colección de sus trabajos anteriores sobre los insectos de Paleozoico y del Mesozoico) y los insectos del Terciario de América del Norte (1890).
También publicó exámenes exhaustivos de las cucarachas fósiles entonces conocidas del mundo (1879), Cucarachas carboníferas de los Estados Unidos (1890, 1895) y de los artrópodos terrestres fósiles del mundo (1886, 1891). Scudder's Nomenclator Zoologicus (1882-1884) fue una lista seminal e integral de todos los nombres genéricos y de la familia en la zoología, incluyendo insectos.
En otras contribuciones Scudder fue sucesivamente curador, bibliotecario, custodio, y presidente de la Sociedad de Historia Natural de Boston (1864-1870, 1880 a 1887); co-fundador del Cambridge Entomologic Club y su revista Psyche (1874); secretario general de la Asociación Americana para el Avance de la Ciencia (1875) (Vicepresidente (1894).); cofundador, director y guía de la Appalachian Mountain Club (1878); primer editor de la revista Science (1883-1885); y United States Geological Survey Paleontologist (1886-1892) entre sus esfuerzos menores.

### Fallecimiento
Scudder murió en Boston el 17 de mayo de 1911.

## Trabajos
- El Estudiante, el Pez, y Agassiz, Poemas americanos (3.º ed.; Boston: Houghton, Osgood & Co., 1879): pp. 450@–54[5]
- Mariposas: Su Estructura, Cambios, e Historias de Vida (1881)
- Nomenclator zoologicus : Una lista alfabética de todo genérico nombra aquello ha sido empleado por naturalists para reciente y animales de fósil del tiempo más temprano al cercano del año 1879 Boletín de los Estados Unidos Gobierno de Washington de museo nacional oficina de impresión, 1882. XIX-340 p. (1882). En línea en Gallica[6]
- Mariposas de los Estados Unidos Orientales y Canadá (1889)
- Los Insectos de Fósil de América del Norte (dos volúmenes, 1890)
- Índice a los Insectos de Fósil Sabidos del Mundo (1891)
- Terciario Rhynchophorous Coleoptera de los Estados Unidos (1893)
- La Vida de una Mariposa (1893)
- Frail Niños del Aire: Excursiones al Mundo de Mariposas (1895)
- Revisión del Orthopteran Grupo Melanopli (1897)
- Mariposas diarias (1899)
- Catálogo del Descrito Orthoptera de los Estados Unidos y Canadá (1900)
- Adephagous Y Clavicorn Coleoptera de los Depósitos Terciarios en Florissant, Colorado (1900)
- Índice a norteamericano Orthoptera (1901)